# دهستان پایین ولایت (مشهد)
دهستان پائین ولایت نام دهستانی در بخش رضویه شهرستان مشهد، استان خراسان رضوی در ایران است. که مرکز آن کلاته منار می باشد. بر اساس سرشماری مرکز آمار ایران در سال ۱۳۸۵، جمعیت آن ۶۳۹۹ نفر (۱۴۹۱ خانوار) بوده‌است.